# Burgdorfer Kreisbahnen
| Kursbuchstrecke (DB): | 188q (1938–1939) 211e (1941–1946) 211b (1949) |                                       |                                       |
| Streckenlänge: | 9,13 km                                       |                                       |                                       |
| Spurweite: | 1435 mm (Normalspur)                          |                                       |                                       |
| Maximale Neigung: | 5 ‰                                           |                                       |                                       |
| Streckengeschwindigkeit: | 20 km/h                                       |                                       |                                       |
| |                                               |                                       |                                       |
| \| \| \| von Lehrte \| \| \| \| 0,0 \| Burgdorf \| Burgdorf \| \| \| \| nach Celle \| \| \| \| 0,5 \| Burgdorf Kreisb \| Burgdorf Kreisb \| \| \| 2,5 \| Sorgensen \| Sorgensen \| \| \| 4,5 \| Weferlingsen \| Weferlingsen \| \| \| 7,0 \| Obershagen \| Obershagen \| \| \| 8,5 \| Hänigsen \| Hänigsen \| \| \| \| Grubenanschlussbahn nach Ehlershausen \| \| \| \| 9,3 \| Ölladebahnhof seit 1912 \| Ölladebahnhof seit 1912 \| \| \| 9,7 \| Gleisdreieck, seit 1936 \| Gleisdreieck, seit 1936 \| \| \| 10,2 \| Kaliwerk Riedel \| Kaliwerk Riedel \| \| \| \| Verbindung zum Kaliwerk Niedersachsen \| seit 1951 \| \| \| 10,4 \| Anschluss Muna seit 1936 \| Anschluss Muna seit 1936 \| |                                               |                                       |                                       |
| Strecke |                                               | von Lehrte                            | von Lehrte                            |
| Bahnhof | 0,0                                           | Burgdorf                              | Burgdorf                              |
| Abzweig ehemals geradeaus und nach links |                                               | nach Celle                            | nach Celle                            |
| Bahnhof (Strecke außer Betrieb) | 0,5                                           | Burgdorf Kreisb                       | Burgdorf Kreisb                       |
| Haltepunkt / Haltestelle (Strecke außer Betrieb) | 2,5                                           | Sorgensen                             | Sorgensen                             |
| Haltepunkt / Haltestelle (Strecke außer Betrieb) | 4,5                                           | Weferlingsen                          | Weferlingsen                          |
| Haltepunkt / Haltestelle (Strecke außer Betrieb) | 7,0                                           | Obershagen                            | Obershagen                            |
| Bahnhof (Strecke außer Betrieb) | 8,5                                           | Hänigsen                              | Hänigsen                              |
| Blockstelle (Strecke außer Betrieb) |                                               | Grubenanschlussbahn nach Ehlershausen | Grubenanschlussbahn nach Ehlershausen |
| Dienststation / Betriebs- oder Güterbahnhof (Strecke außer Betrieb) | 9,3                                           | Ölladebahnhof seit 1912               | Ölladebahnhof seit 1912               |
| Abzweig geradeaus, nach links und von links (Strecke außer Betrieb) · Strecke von rechts (außer Betrieb) | 9,7                                           | Gleisdreieck, seit 1936               | Gleisdreieck, seit 1936               |
| Betriebs-/Güterbahnhof Streckenende (Strecke außer Betrieb) · Strecke (außer Betrieb) | 10,2                                          | Kaliwerk Riedel                       | Kaliwerk Riedel                       |
| Abzweig geradeaus und nach rechts (Strecke außer Betrieb) |                                               | Verbindung zum Kaliwerk Niedersachsen | seit 1951                             |
| Betriebs-/Güterbahnhof Streckenende (Strecke außer Betrieb) | 10,4                                          | Anschluss Muna seit 1936              | Anschluss Muna seit 1936              |

Unter dem Namen Burgdorfer Kreisbahnen wurde eine normalspurige Kleinbahnstrecke im ehemaligen Landkreis Burgdorf in Niedersachsen betrieben, die vornehmlich dem Transport von Kali und Erdöl diente, daneben aber auch Personen beförderte. Der Zweck der Bahn zeigt sich auch in den Eigentumsverhältnissen. Anfangs gehörte sie dem Kaliwerk der Gewerkschaft Riedel, seit 1911 in der Form einer Gesellschaft mit beschränkter Haftung, deren Anteile überwiegend bei dem Kaliwerk lagen, das später an die Burbach-Kaliwerke AG Magdeburg, dann an die Kali + Salz AG überging.
Im Volksmund wurde die Bahn nach der Kasparland genannten Gegend um Hänigsen auch Kasparbahn genannt.

## Geschichte
Die Strecke war um 1908 durch die Hannoversche Bahnindustrie GmbH begonnen worden und nahm ihren Ausgang am Bahnhof Burgdorf (Han) und führte in nordöstlicher Richtung über Sorgensen, Weferlingsen und Hänigsen bis zum Kaliwerk Riedel, das am 15. März 1909 seine Förderung aufnahm. Zunächst war die Strecke eine Anschlussbahn, auf der am 11. Juni 1908 der Güterverkehr zum Kaliwerk und am 20. Oktober 1908 auch Werkspersonenverkehr aufgenommen wurde.
Ab 22. Oktober 1910 wurde für den Werkspersonenverkehr der eigene Bahnhof Burgdorf Kreisbahn statt dem Staatsbahnhof genutzt. Da der Transport von anderen Gütern als Kali, wie Erdöl und landwirtschaftlichen Erzeugnissen, stark zugenommen hatte, wurde die Strecke 1911 zwischen Burgdorf und Hänigsen als Kleinbahn des öffentlichen Verkehrs konzessioniert. Ab dem 11. Februar 1911 verkehrten Personenzüge. Im Reichskursbuch 1914 findet sich kein Fahrplan. Das Handbuch der öffentlichen Verkehrsbetriebe 1940 nennt als Eröffnungsdaten den 28. Juli 1907 für die Anschlussbahn und den 1. Januar 1917 für die Kleinbahn. Am 31. Oktober 1917 wurde öffentlicher Personenverkehr aufgenommen.
1927 bis 1950 ruhte die Kaliproduktion im Kaliwerk Riedel, der Personenverkehr wurde darum 1928 eingestellt und es fand nur noch ein eingeschränkter Güterverkehr statt. Die völlige Stilllegung der Bahn unterblieb jedoch, weil ab 1936 die Heeresmunitionsanstalt Hänigsen errichtet wurde, die einen Gleisanschluss erhielt, über den vor allem während des Zweiten Weltkrieges ein umfangreicher Verkehr abgewickelt wurde. Im Kursbuch Sommer 1939 war ein nur montags, mittwochs und freitags verkehrendes Personenzugpaar – morgens von Burgdorf nach Hänigsen und abends zurück – mit Zwischenhalten in Weferlingsen und Obershagen verzeichnet. Spätestens ab dem Sommerfahrplan 1941 verkehrte dieses werktäglich und mit weiterem Halt in Sorgensen. Der öffentliche Personenverkehr, der stets nur wenige Züge umfasst hatte, endete am 30. Juni 1949. Der Personenverkehr wurde als Werkspersonenverkehr zum Schichtbeginn und Schichtende fortgesetzt.
Vom Gleisanschluss der Heeresmunitionsanstalt Hänigsen wurde 1950 eine 2,8 Kilometer lange Verbindung zu der Grubenanschlussbahn Wathlingen hergestellt und am 16. November 1950 in Betrieb genommen. Diese Grubenanschlussbahn war eine nicht öffentliche Werksbahn, die ab 1906 vom Kaliwerk zum wie Burgdorf an der Bahnstrecke Lehrte–Celle liegenden Bahnhof Ehlershausen führte. Die Kaliproduktion wurde 1950 von den Burbach-Kaliwerken wieder aufgenommen, denen auch der Schacht in Wathlingen gehörte. Das Salz wurde nun über diese Strecke abtransportiert, die Frachtmenge betrug anfangs etwa 100 Wagenladungen pro Tag.
Hauptfracht waren Kaliprodukte und Mineralöl, das nördlich von Hänigsen gefördert wurde, aber auch landwirtschaftliche Produkte wie Zuckerrüben wurden abgefahren.
Am 30. Juni 1957 wurde der Werkspersonenverkehr eingestellt. Am 31. Juli 1961 endete auch der Güterverkehr zwischen Burgdorf und Hänigsen. 1962 wurde das Gleis zwischen Streckenkilometer 0,95 und Hänigsen abgebaut. Der Rest ab Burgdorf Kreisbahn wurde zunächst als Anschlussgleis weitergenutzt und in den 1970er Jahren abgebaut. Auf der Grubenanschlussbahn Wathlingen, die bis 1968 dem Kaliwerk Riedel und bis 1985 dem Bahnhof Hänigsen auch weiterhin einen Anschluss zur Bundesbahn ermöglichte, blieb der Güterverkehr noch länger bestehen. 1986 erfolgte der Gleisabbau im Bahnhof Hänigsen. Die Strecke blieb vorhanden, wird aber nicht mehr befahren. In Wathlingen bestand keine Gleisverbindung zum Bahnhof der Bahnstrecke Celle–Braunschweig.